# Dasymys cabrali
Dasymys cabrali — вид гризунів родини Мишевих, ендемік на північному сході Намібії, недалеко від річки Окаванго. Вид названий на честь Жоао Кабрала Кроуфорда за його великий внесок у знання африканських ссавців. 

## Таксономічні примітки
Популяції цього виду, як правило, вважається D. incomtus або D. nudipes, але дані показують, що морфометрично D. cabrali дуже відрізняється від інших видів Dasymys і повинні формувати окремий вид.

## Опис тварин
Тварина має довгий хвіст. Верхні моляри відносно довгі й виличні дуги досить широкі. Цей вид найбільш близький до D. foxi, D. griseifrons та D. robertsii. Голова й тіло в середньому завдовжки 171 мм, довжина хвоста 150 мм, висота задньої ступні 37,0 мм, довжина вух 19,0 мм, загальна довжина 321 мм. 

## Поширення
Цей вид гризунів живе в дельті річки Окаванго на північному сході Намібії, Північній Ботсвані. Ймовірно також мешкає в Південно-Східній Анголі та Південно-Західній Замбії.